# Terapista dello sport

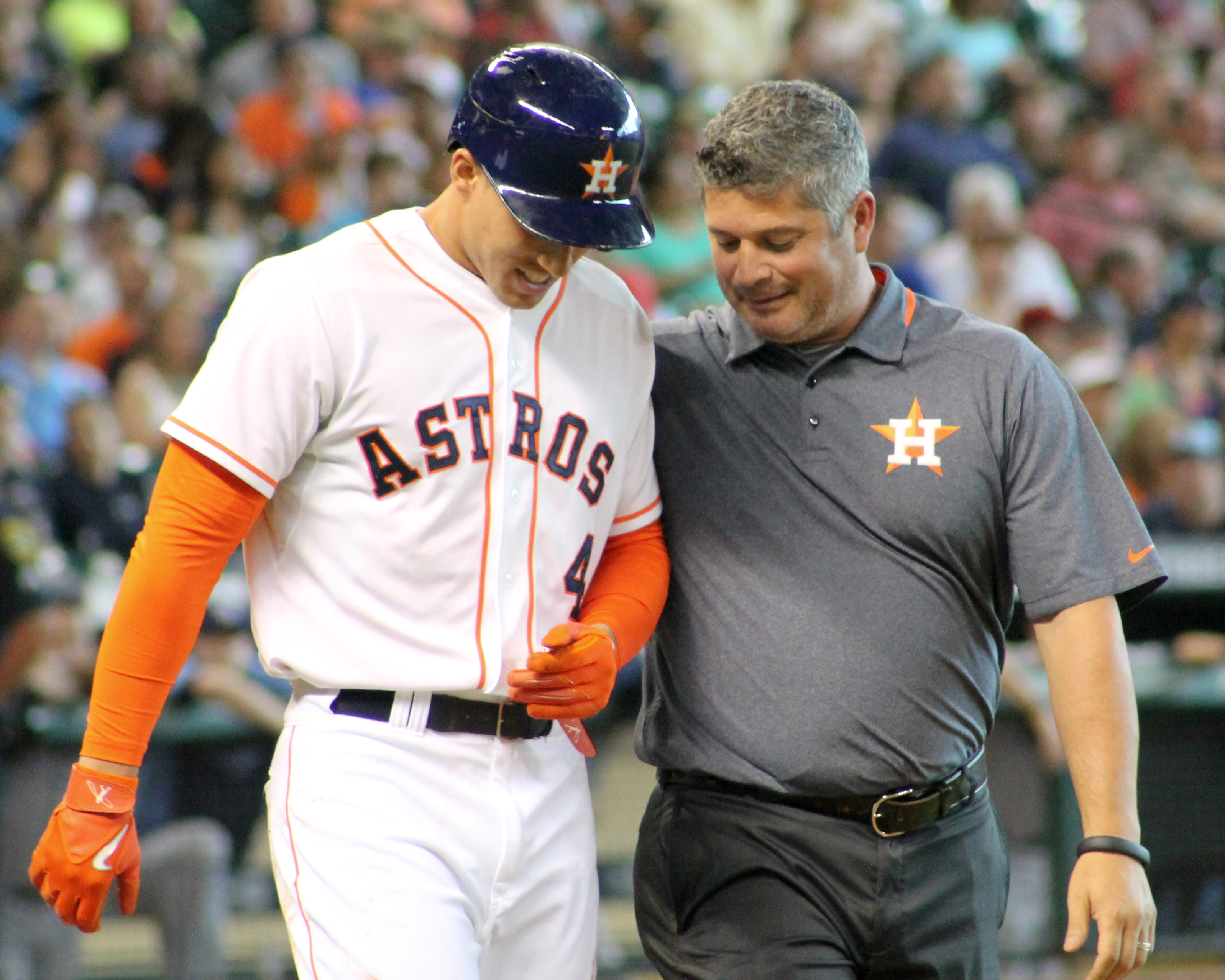
Terapista dello Sport Nate Lucero (destra) esamina il giocatore di baseball George Springer degli Houston Astros dopo essere stato colpito da un lancio

Un terapista dello sport (Athletic Trainer in inglese) è un professionista della sanità che lavora nel campo della medicina sportiva, da non confondersi con il fisioterapista o il preparatore atletico. 
Il terapista dello sport rende i suoi servizi in diversi strutture, le quali includono centri per la terapia sportiva, scuole primarie, università, centri di fisioterapia, ospedali, studi medici, aziende, e strutture militari. Nuove are emergenti per i terapisti dello sport includono fellowship chirurgiche.
La professione veniva così descritta dalla National Athletic Trainers' Association (NATA) nell'agosto 2007:
Professione comune negli Stati Uniti d'America e in Canada, ci sono comunque terapisti dello sport provenienti da altre nazioni che lavorano in paesi dove la professione non è riconosciuta, ad esempio Bill Tillson MS presso il centro medico del Milan.
La terapia sportiva è stata riconosciuta dalla American Medical Association (AMA) nel 1990. La World Federation of Athletic Training and Therapy (WFATT) è l'organizzazione internazionale che rappresenta i Terapisti dello Sport nel mondo, promuovendo l'attività professionale.

## Formazione
Per divenire terapista dello sport una persona deve prima aver ottenuto una laurea attraverso un'università accreditata, e poi superare l'esame amministrato dal Board of Certification .
Le aree di competenza di un terapista dello sport sono:
- L'applicazione di strumenti protettivi o di prevenzione
- Riconoscere e valutare infortuni
- Pronto soccorso e cure d'emergenza
- Creazione di protocolli riabilitativi per gli atleti infortunati
- Creazione di programmi comprensivi di prevenzione di infortuni
- Compiti di carattere amministrativo quali la documentazione di infortuni e program riabilitativi

### Corsi di studio
La Commissione per l'accreditamento della formazione dei terapisti dello sport, Commission on Accreditation of Athletic Training Education (CAATE), controlla gli standard per i curricula formativi di tutte le istituzioni accreditate, sia professionali (entry-level) che post professionali.
Questi standard dettano il contenuto sia della parte didattica che di pratica dei corsi di studio. Le aree sono così divise:
- Gestione del rischio e prevenzione degli infortuni
- Patologia di infortuni e malattie
- Esame clinico ortopedico e valutazione di infortuni
- Condizioni mediche e disabilità
- Acute Care di infortuni e malattie
- Modalità terapeutiche
- Preparazione Atletica ed Esercizi riabilitativi
- Intervento Psicosociale
- Aspetti nutrizionali di infortuni e malattie
- Amministrazione Sanitaria
- Crescita professionale e responsabilità nella sanità

### Programmi professionali
Esistono molti master in Terapia sportiva. Questi programmi sono per terapisti dello sport certificati che desiderano divenire esperti nel campo, ricercatori, o professionisti di livello avanzato.
Esistono anche dottorati in Terapia dello Sport che sono dedicati a creare terapisti dello sport di livello avanzato, o esperti in ricerca.

## Pazienti
I terapisti dello Sport curano diversi tipi di pazienti, dall'atleta amatoriale e professionista al paziente che necessita di cure riabilitative ortopediche. La NATA identifica i gruppi di clienti tipici come segue:
- Atleti di livello ricreativo, amatoriale, e professionista
- Individui con infortuni di carattere muscolo scheletrico
- Persone interessate all'incremento della forza, alla preparazione atletica, fitness e incremento della prestazione
- Altri raccomandati dal medico curante

I servizi resi dai Terapisti dello Sport sono svolti all'interno di diverse strutture:
- Centri di Terapia Sportiva
- Scuole (primarie, secondarie, università)
- Centri di riabilitazione
- Ospedali
- Centri medici
- Aziende (Private e pubbliche)
- Centri Militari
- Squadre sportive professionistiche